# Protektorat
Ein Protektorat (von lateinisch protegere ‚schützen‘; zuweilen auch Schutzstaat bzw. Schutzgebiet) ist ein teilsouveränes Gemeinwesen und abhängiges staatliches Territorium, dessen auswärtige Vertretung und Landesverteidigung einem anderen Staat durch einen völkerrechtlichen Vertrag unterstellt sind. Dagegen sind Kolonien oder Übersee-Territorien Besitz der jeweiligen Kolonialmacht, die Bewohner deren Untertanen. Allerdings hat sich diese Definition erst Ende des 19. Jahrhunderts verfestigt. Bis dahin – vor allem in der Zeit des „Wettlaufs um Afrika“ im letzten Viertel des 19. Jahrhunderts – war der Wortgebrauch noch unscharf, und manche afrikanischen Gebiete, die keinerlei Staatlichkeit im modernen Sinne aufwiesen, wurden bei der Inbesitznahme durch Europäer Protektorate genannt. Hier handelte es sich um eine Vorstufe zur eigentlichen Kolonie, bei der nicht ein örtlicher Staat, sondern die eigenen Interessen in diesem Gebiet gegen rivalisierende europäische Staaten geschützt wurden. Diese Protektorate wurden alle zu Beginn des 20. Jahrhunderts in Kolonien umgewandelt.
Wenn der untergeordnete Staat über ein Letztentscheidungsrecht verfügt und somit „Herr der Geschäfte“ bleibt, wird nicht von einem Protektorat gesprochen. Ob der protegierte Staat wegen der Beziehungen zur übergeordneten Protektoratsmacht seine Völkerrechtssubjektivität während der Dauer des Protektorats behält, ist umstritten. Nach einer Rechtsauffassung behält er seine Souveränität, kann sie aber nur noch eingeschränkt ausüben. Nach Auffassung der Gegenseite fehlt dem Protektorat mit der äußeren Souveränität ein wesentliches Merkmal der Staatlichkeit, weswegen es nicht als Völkerrechtssubjekt angesehen werden könne; dem Protektorat kann dennoch eine vertragsfähige Völkerrechtssubjektivität verliehen und damit ein eigenständiger internationaler Rechtsverkehr ohne Aufsicht des Protektorstaates erlaubt werden.

## Protektorate nach Staaten und Organisationen

### Britische Protektorate
Eines der ersten Protektorate im modernen Sinne war das britische Protektorat über die Republik der Ionischen Inseln von 1815 bis 1863. Weitere Protektorate unterhielt Großbritannien über verschiedene asiatische Staaten: Sikkim (1861–1947, anschließend indisches Protektorat), Bahrain (1880 und 1892–1971), Brunei (1888 und 1959–83), Nord-Borneo (Sarawak und Sabah; 1888–1946) sowie die malaiischen Sultanate Johor, Kedah, Kelantan, Perlis und Terengganu (zusammengefasst zu den Unfederated Malay States) bis 1957. Ein britisches Protektorat im Südpazifik war Tonga in der Zeit von 1900 bis 1970.
Im Jahr 1914 erklärten die Briten die bisherige osmanische Provinz zum selbständigen Sultanat Ägypten unter ihrer „Schutzherrschaft“, bis das Land 1922 formell als Königreich in die Unabhängigkeit entlassen wurde. Die ägyptische Außenpolitik blieb allerdings noch bis 1936 unter britischer Kontrolle, ebenso die gemeinsame Verwaltung des Sudans. Die ab 1885 im heutigen Nigeria unterworfenen Gebiete wurden 1899 in die Einheiten Nordnigeria- und Südnigeria-Protektorat zusammengefasst. Diese Länder wurden im Sinne des indirect rule von den traditionellen Herrschern verwaltet, unterstanden aber der Gesetzgebung des Generalgouverneurs und waren deshalb eher Kolonien als Protektorate. Dasselbe galt für den Norden der Kolonie Goldküste (heute Ghana), jedoch war das Königreich Aschanti von 1935 bis 1951 ein echtes Protektorat. Von 1894 bis 1962 bestand das Protektorat Uganda. Es umfasste, nachdem 1902 die East Uganda Province abgetrennt und Kenia zugeschlagen worden war, im Wesentlichen das Gebiet des heutigen Staates Uganda. Der Status des Protektorats bewirkte, dass Uganda – im Unterschied zur Kolonie Kenia – ein gewisses Maß an Selbstverwaltung behielt. Das Königreich Swasiland wurde 1894 ein Protektorat des Burenstaates Südafrikanische Republik (Transvaal) und war von 1902 bis 1968 ein britisches Protektorat. Weitere Protektorate waren:
- Betschuanaland (heute Botswana) von 1865 bis 1966;
- Basutoland (Königreich Lesotho) von 1868 bis 1966;
- das Sultanat Sansibar von 1890 bis 1963;
- das Emirat Kuwait von 1914 bis 1961;
- das Scheichtum Katar von 1916 bis 1971;
- die Golf-Scheichtümer (Piratenküste, heute Vereinigte Arabische Emirate) von 1892 bis 1971/72;
- die Scheichtümer im Westlichen Aden-Protektorat und Hadramaut (heute zur Republik Jemen) von 1849/1903 bis 1967.

### Protektorate der USA
Siehe: Kolonien und Protektorate der Vereinigten Staaten

### Dänisches Protektorat
Grönland ist, seit es von Dänemark als ein selbstverwaltetes Gebiet innerhalb des Königreichs Dänemark errichtet wurde (1979 erste Stufe der Selbstverwaltung – hjemmestyre – eingeführt, 2009 zweite Stufe und verstärkt – jetzt selvstyre), als Protektorat im völkerrechtlichen Sinne anzusehen.

### Deutsche „Protektorate“

#### Kolonialwesen
Die deutschen Kolonien (Deutsch-Südwestafrika, Deutsch-Ostafrika, Kamerun, Togo sowie Deutsch-Neuguinea, Kiautschou und Deutsch-Samoa) wurden Schutzgebiete genannt, weil Reichskanzler Otto von Bismarck ursprünglich vorgehabt hatte, die Verwaltung dieser Überseegebiete privaten Handelsgesellschaften zu übertragen, die außenpolitisch unter dem Schutz des Reiches stehen sollten. Diese sollten das finanzielle Risiko tragen und dem deutschen Staat so zusätzliche Kosten ersparen.

#### Protektorat Böhmen und Mähren
Unter Bruch des Münchner Abkommens von 1938 wurde die damalige Tschechoslowakei ohne die bereits abgetretenen Gebiete des Sudetenlandes sowie der Slowakei, die sich als Erste Slowakische Republik unabhängig erklärte und ausgegliedert wurde, 1939 formal in das Protektorat Böhmen und Mähren umgewandelt (→ Zerschlagung der Rest-Tschechei). Es handelte sich jedoch nur dem Namen nach um ein Protektorat, de facto war das annektierte Gebiet eher eine teilautonome Provinz des Deutschen Reiches beziehungsweise völkerrechtlich stellte das Protektorat einen Unterstaat im Sinne eines Staatenstaates dar.

### Französische Protektorate
Das Fürstentum Monaco bildet seit 1861 ein Protektorat von Frankreich, jedoch in neuerer Zeit mit außenpolitischen Sonderrechten (z. B. 1993 Beitritt zur UNO). Im Grundlagenvertrag mit Frankreich vom 24. Oktober 2002 (in Kraft getreten 2006), der den Schutzvertrag von 1918 ablöste, unterstrich Monaco seine staatliche Unabhängigkeit; der Vertrag sieht jedoch eine Konsultationspflicht in wichtigen Fragen der monegassischen Außenpolitik vor und Monaco gehört handelspolitisch weiterhin zu Frankreich. Es wird heute oft als einziges Protektorat in Europa und eines der letzten Protektorate überhaupt angesehen. Zum Teil ist aber auch nur von einem „Quasi-Protektorat“ die Rede.
Historische französische Protektorate waren u. a. das Beylik Tunesien 1881–1956 und das Sultanat Marokko (französische Zone) 1912–1956 sowie vier der fünf Territorien (Kambodscha, Annam, Tonkin, Laos) von Französisch-Indochina.
Auch der Status des von 1947 bis 1956 autonomen, aber wirtschaftlich an Frankreich angeschlossenen und außenpolitisch und militärisch von diesem vertretenen Saarland wird zuweilen als Protektorat bezeichnet oder mit einem solchen verglichen.

### Indische Protektorate
Das Königreich Sikkim war von 1950 bis 1975 indisches Protektorat, anschließend wurde es von Indien annektiert und als Bundesstaat in die Indische Union aufgenommen. Bhutan ist seit 1949 unter indischem Protektorat. Seit dem UN-Beitritt 1971 ist der fortgesetzte Protektoratsstatus fraglich, zum Teil wird Bhutan angesichts der dauerhaften außen- und verteidigungspolitischen Bindung an Indien immer noch zu den Protektoraten gezählt.

### Italienisches Protektorat
Aufgrund der dauerhaften wirtschafts-, außen- und verteidigungspolitischen Bindung San Marinos an Italien wird es zum Teil als Protektorat angesehen, spätestens seit der eigenen UN-Mitgliedschaft San Marinos 1992 ist dies jedoch strittig.

### Japanische Protektorate
Groß-Korea 1905–1910. Der „Staat“ Mandschukuo (1932–1945) war ein faktisches Protektorat, am 18. Februar 1932 hatte er seine Unabhängigkeit von China erklärt.

### Russische Protektorate
Khanat Buchara 1868–1920; Khanat Chiwa 1873–1920; Urjanchai Krai 1914–1921, Polen-Litauen seit 1768.

### Schweizerisches Protektorat
Das Verhältnis Liechtensteins zur Schweiz, mit der es in wirtschaftlicher, außen- und verteidigungspolitischer Hinsicht intensiv und dauerhaft verbunden ist, wird zuweilen als Protektorat beschrieben. Angesichts der eigenen UN-Mitgliedschaft Liechtensteins seit 1990 ist der fortgesetzte Protektoratsstatus aber strittig.

### Spanisches Protektorat
Zwischen 1525 und 1641 war Monaco spanisches Protektorat.
Sultanat Spanisch-Marokko 1912–56/58.

### Gemeinsames Protektorat mehrerer Staaten
Die Republik Krakau stand von 1815 bis 1846 unter gemeinsamem Protektorat Österreichs, Preußens und Russlands. Anschließend wurde Krakau mit Zustimmung der beiden anderen Schutzmächte durch Österreich annektiert.

## Internationale Protektorate
Territorien, die unter der Souveränität einer internationalen Organisation stehen. Der Begriff findet heute Anwendung auf folgende Gebiete: Bosnien, Kosovo (umstritten; kein Protektorat im völkerrechtlichen Sinne), Afghanistan (zeitweise), Irak (zeitweise). Es ist umstritten, unter welchen Umständen von einem internationalen Protektorat überhaupt bzw. wann nicht mehr von einem Protektorat gesprochen werden kann. Eine Hilfskonstruktion könnte lauten: Ein Territorium ist so lange als Protektorat zu betrachten, wie es ohne die internationale Gemeinschaft nicht für die Aufrechterhaltung staatlicher Souveränität sorgen kann. Die hohe internationale Präsenz erzeugt in den Protektoraten oft ökonomische Prozesse und Strukturen, die denen von Rentenökonomien gleichen. Im völkerrechtlichen Sinn handelt es sich bei den Fällen internationaler Verwaltung nicht um Protektorate, sie ähneln eher denen eines Koimperiums oder Mandats- und Treuhandregimen.

### Mandatsgebiete des Völkerbunds
Selbst die A-Mandate des Völkerbunds – wie das Britische Mandat Mesopotamien auf dem Gebiet des heutigen Irak – waren keine Protektorate, weil sie keine Staaten aus eigenem Recht waren. Da sie aber zum Status selbständiger Staaten hingeführt werden sollten, waren sie Protektoraten sehr ähnlich. Das Mandat für Palästina war ein Klasse-A-Mandat, das nach dem Zusammenbruch des Osmanischen Reiches infolge des Ersten Weltkriegs dem Vereinigten Königreich vom Völkerbund übertragen wurde. Nachdem die UNO im November 1947 die Teilung Palästinas in einen jüdischen und einen arabischen Staat beschlossen hatte, gab Großbritannien seine Mandatsherrschaft über Palästina im Mai 1948 auf. Die B-Mandate waren faktisch Kolonien; die C-Mandate (z. B. das ehemalige Deutsch-Südwestafrika) wurden als Teile des Staatsgebiets der Mandatsmacht verwaltet.